# National Football League 1987 (Fiji)
In 1987 werd het 11e officiële Fijisch National Football League gespeeld. Titelhouder was Ba FA. Ba FA werd voor 4e keer kampioen. 

## Kampioen
| 1987                      |
| Vlag van Fiji             |
| ------------------------- |
| Ba FA Kampioen (4° titel) |